# Schweinfurt
Schweinfurt är en kretsfri industristad i norra delen av Bayern i Tyskland. Staden ligger vid floden Main, omkring 30 kilometer nordost om Würzburg. Folkmängden uppgår till cirka 55 000 invånare.

## Historia
Schweinfurt var på 900-talet en borg och säte för markgrevarna av Schweinfurt. Själva staden grundades omkring år 1000, men förstördes före 1254. Den återuppbyggdes och var mellan 1282 och 1803 fri riksstad. Därefter hörde den till Kungariket Bayern med undantag för åren 1810–1814.
Under trettioåriga kriget intogs Schweinfurt den 2 oktober 1631 av Gustav II Adolf, och dess befästning förstärktes av överste Carl Hård af Segerstad, som blivit kommendant i staden. Den 4 mars 1632 inträffade Gustaf Horn med sina trupper i staden. I april 1647 intogs den av Carl Gustaf Wrangel efter en kortare tids belägring.

## Näringsliv
Staden har stor färgindustri samt tillverkning av kullager, lädervaror, motorer, jordbruksmaskiner och symaskiner. Bland företag med tillverkning i Schweinfurt märks FAG Kugelfischer, ZF Sachs (Fichtel & Sachs) och SKF.
Färgen Schweinfurtergrönt har fått sitt namn efter staden.

## Kultur och sevärdheter
Schweinfurt har ett delvis ålderdomligt utseende, med en senromansk Johanneskyrka och ett rådhus från 1500-talet.

### Sport
Fotbollsklubben FC Schweinfurt 05 kommer från Schweinfurt.

## Personligheter
- Familjen Sachs
  - Ernst Sachs, tysk industrialist
  - Willy Sachs, tysk industrialist
  - Gunter Sachs, tysk fotograf